# پرسلنتس
پرسلنتس (روسی: Переселенец) یک منطقه مسکونی در روسیه است که در استان آمور واقع شده است.